# 智陵洞战斗
智陵洞战斗是中国人民志愿军1951年冬至1952年夏巩固阵地活动中的一次较大规模战斗。

## 经过
1951年12月28日，志愿军63军以563团1个营，攻占韩1师1个连防守的智陵洞北山。随后击退韩2团和15团连续11日进攻，至1月8日巩固了阵地，估计给韩军造成2700人损失。
志愿军共出动了563团以及46门火炮、坦克3辆。